# Centrale nucléaire d'Oconee
La centrale nucléaire d'Oconee est située à Seneca près de Greenville en Caroline du Sud et elle a une capacité globale de 2 500 MWe.

## Description
La centrale de Oconee est équipée de trois réacteurs à eau pressurisée (REP) construits par Babcock et Wilcox :
- Oconee 1 : 846 MWE, mise en service en 1973 pour 40 ans, puis 60 ans (2033).
- Oconee 2 : 846 MWE, mise en service en 1973 pour 40 ans, puis 60 ans (2033).
- Oconee 3 : 846 MWE, mise en service en 1974 pour 40 ans, puis 60 ans (2034).

La centrale d'Oconee est la seconde centrale des États-Unis à obtenir une prolongation à 60 ans de sa licence d'exploitation auprès de la NRC (Nuclear Regulatory Commission). Seule la centrale de Calvert Cliffs dans le Maryland a obtenu sa prolongation avant Oconee.

## Exploitant
La centrale d'Oconee est exploitée par la Duke Power Company et elle appartient à Duke Energy. Elle a déjà fourni plus de 500 millions de MWh d'électricité, c'est la première centrale nucléaire américaine à avoir dépassé ce seuil.

## Incident
En 2002, fissuration du couvercle de la cuve de la centrale.
Les services d'entretien ont découvert en 2011 qu'un système de refroidissement de secours du cœur des réacteurs, installés en 1983, n'aurait jamais fonctionné en cas de nécessité, vu que les coupe-circuit étaient mal réglés.